# Silvana Pereira
Silvana Pereira (nascida em 5 de maio de 1965) é uma ex-maratonista brasileira. Seu recorde pessoal de 1h11min15s para a meia maratona é o recorde brasileiro e sul-americano do evento. Ela foi a medalha de prata sul-americana nos 1500 m em 1989, e foi campeã sul-americana de 1993 no cross country. Ela foi bem-sucedida no Campeonato Ibero-Americano de Atletismo, conquistando três medalhas de ouro e uma medalha de prata, ao longo da carreira.
Ela foi a quarta colocada nos 1.500 metros e 3.000 metros no Campeonato Sul-Americano de Atletismo de 1981. Conquistou a medalha de prata nos 3000 metros campeonato Sul-Americano Júnior de 1983. Sua primeira grande medalha sênior veio no Campeonato Sul-Americano de Atletismo de 1989, onde foi vice-campeã nos 1500 m.
Em 1990, ela ficou em segundo lugar na corrida longa no Campeonato Sul-Americano de Cross Country. Foi escolhida para representar o Brasil no Campeonato Ibero-Americano de Atletismo de 1990, em Manaus. Nessa competição, ela bateu o recorde do campeonato de 9:10.17 minutos nos 3000 metros e conquistou a medalha de prata nos 10000 metros. No ano seguinte, ela bateu o recorde sul-americano da meia maratona, em Florianópolis, marcando o tempo de 1h11min15seg. 
Ela ganhou o título sul-americano de cross country em 1993 e ficou em terceiro lugar na corrida longa na competição do ano seguinte. A temporada de 1994 marcou as últimas grandes conquistas de sua carreira, ao completar um 5.000/10.000m em dupla no Campeonato Nacional Brasileiro, depois um 3.000/10.000m em dupla no Campeonato Ibero-Americano de Atletismo de 1994.